# Sakhon Nakhon
Pour la province de Thaïlande, voir Province de Sakhon Nakhon.
Sakhon Nakhon est une ville de la région nord-est de la Thaïlande. Sa population est d'environ 76 000 personnes.
La ville possède un aéroport régional. Au nord-est se trouve le lac Nong Han, le plus grand lac naturel du nord-est de la Thaïlande (125,2 km²).